# Aridelus alternecoloratus
Aridelus alternecoloratus är en stekelart som beskrevs av He 1980. Aridelus alternecoloratus ingår i släktet Aridelus och familjen bracksteklar. Inga underarter finns listade.